# Lars Andersson i Hedensbyn
Lars Erik Andersson (i riksdagen kallad Andersson i Hedensbyn), född 22 september 1888 i Överkalix församling, Norrbottens län, död där 29 mars 1974, var en svensk hemmansägare och politiker (bondeförbundet).
Andersson var landstingsledamot 1935–1953 och ordförande i Norrbottens läns skogsvårdsstyrelse 1937-1959. Han var riksdagsledamot i andra kammaren 1941–1946, invald i Norrbottens läns valkrets och var ledamot av första kammaren 1947–1956 för Västerbottens läns och Norrbottens läns valkrets. Han blev 1955 ledamot av Lantbruksakademien.